# Liste der Baudenkmale in Oldenburg (Oldb) – Kleine Kirchenstraße
In der Liste der Baudenkmale in Oldenburg (Oldb) – Kleine Kirchenstraße stehen alle Baudenkmale der Kleine Kirchenstraße in Oldenburg (Oldb).  Die Quelle der IDs und der Beschreibungen ist der Denkmalatlas Niedersachsen.
Der Stand der Liste ist das Jahr 2022.

## Allgemein
In den Spalten befinden sich folgende Informationen:
- Lage: die Adresse des Baudenkmales und die geographischen Koordinaten. Kartenansicht, um Koordinaten zu setzen. In der Kartenansicht sind Baudenkmale ohne Koordinaten mit einem roten Marker dargestellt und können in der Karte gesetzt werden. Baudenkmale ohne Bild sind mit einem blauen Marker gekennzeichnet, Baudenkmale mit Bild mit einem grünen Marker.
- Bezeichnung: Bezeichnung des Baudenkmales
- Beschreibung: die Beschreibung des Baudenkmales. Unter § 3 Abs. 2 NDSchG werden Einzeldenkmale und unter § 3 Abs. 3 NDSchG Gruppen baulicher Anlagen und deren Bestandteile ausgewiesen.
- ID: die Objekt-ID des Baudenkmales
- Bild: ein Bild des Baudenkmales, ggf. zusätzlich mit einem Link zu weiteren Fotos des Baudenkmals im Medienarchiv Wikimedia Commons. Wenn man auf das Kamerasymbol klickt, können Fotos zu Baudenkmalen aus dieser Liste hochgeladen werden:

Zurück zur Hauptliste
| Lage                                                | Bezeichnung          | Beschreibung | ID       | Bild |
| --------------------------------------------------- | -------------------- | --- | -------- | ---- |
| Kleine Kirchenstraße 6 53° 8′ 19″ N, 8° 12′ 46″ O   | Wohnhaus             | Von der Straße zurückgesetzter, giebelständiger eineinhalbgeschossiger Backsteinbau von fünf Achsen über Kellersockel mit Drempel unter Satteldach. Öffnungen rundbogig. Mittig Eingang mit erneuerter Freitreppe. Auf der linken Seite zweigeschossiger zweiachsiger Mittelrisalit mit Zwerchgiebel als verzierter Schwebegiebel. Rückwärtig zweite Schaufassade zum Garten und zum Theaterwall, dort mittlere drei Achsen vorgezogen, im Erdgeschoss ehemals offene Loggia mit Rundbogenarkaden auf zwei steinernen Säulen, im Obergeschoss Balkon mit hölzerner Überdachung, abschließend holzverschalter Giebel. Backsteingliederung: umlaufender geschossteilender Rankenfries, Stäbe in den Laibungen der Fenster und Türen sowie Bogenfahmungen, Kantenlisenen, an den Giebeln ansteigende Treppenfriese. Zahlreiche bauzeitliche Details erhalten: Eingangstür, Eisenteilungen der Oberlichter, Balkonbrüstung am Vorbau der Gartenseite, Innenausstattung (v. a. Treppenhaus mit korinthischen Säulen). Zur Kleinen Kirchenstraße eiserne Einfriedung und Tor. Erbaut um 1870. | 37421306 | BW   |
| Kleine Kirchenstraße 7 53° 8′ 19″ N, 8° 12′ 45″ O   | Wohn-/ Geschäftshaus | Eckhaus zur Bergstraße. Giebelständiger zweigeschossiger Putzbau von vier Achsen unter Mansarddach. Links bauzeitlicher Ladeneinbau und Eingang, rechte Ecke im EG abgeschrägt, darüber zylindrischer Erker, ein weiterer auf Kreissegment in den beiden linken Achsen. Im oberen Teil des Giebels Fachwerk. Auf der rechten Seite zur Bergstraße zweiachsiger, dreigeschossiger Risalit mit Zwerchgiebel. Sparsame Putzgliederung: Kantenquaderung, an den Erkern Gesimse, Fenstersohlbänke und -stürze. Erbaut 1909, Architekt: J. Kahle. | 37435565 | BW   |
| Kleine Kirchenstraße 9 53° 8′ 20″ N, 8° 12′ 47″ O   | Wohnhaus             | Zweigeschossiger traufständiger verputzter Fachwerkbau von drei Achsen unter Satteldach. Eingang links. Im EG jüngerer Ladeneinbau unter Wahrung der Außenerscheinung. OG an der rechten Seite mit Sichtfachwerk. Erbaut wohl im späten 18. Jh. | 37435588 | BW   |
| Kleine Kirchenstraße 10 53° 8′ 20″ N, 8° 12′ 47″ O  | Wohnhaus             | Zweigeschossiger Putzbau von fünf Achsen unter Walmdach. Im EG ehemals Handwerksbetrieb, heute Laden. Mittig Eingang und rechts Hofeinfahrt. Putzgliederung: geschossteilendes Gesims, Fensterrahmungen. Erbaut gegen Mitte des 19. Jhs. | 37435611 | BW   |
| Kleine Kirchenstraße 11 53° 8′ 20″ N, 8° 12′ 47″ O  | Wohn-/ Geschäftshaus | In die Straße vorspringender zweigeschossiger Putzbau von vier Achsen unter Mansarddach. Im Erdgeschoss links breiter Eingang und rechts bauzeitlicher Ladeneinbau. Putzgliederung: im Erdgeschoss horizontale Fugen, geschossteilendes Gesims, Fensterrahmungen. Erbaut 1869 nach Brand durch Zimmermeister Wilhelm Meyer, unter Einbeziehung älterer Bausubstanz (vor 1676?). | 37435635 | BW   |
| Kleine Kirchenstraße 11a 53° 8′ 20″ N, 8° 12′ 48″ O | Fassade              | Ehemalige Oldenburger Markthalle. Fassade eineinhalbgeschossig und dreiachsig mit Drempel in Backstein. Im EG mittig Eingang, Öffnungen segmentbogig. Im Giebel mittig unter Rundbogen gekuppeltes Zwillingsfenster. Gliederung durch geschossteilendes Gesims und davor vier breite Lisenen, am Ortgang ansteigende Treppenfriese auf Konsolen, Mittelteil des Giebels mit seitlichen und drei gestaffelten mittleren kleinen Satteldächern, dadurch treppengiebelartige Wirkung. Im OG Putzflächen. Erbaut 1884, 1991 bis auf die Fassade abgebrochen und durch Neubau einer Einkaufspassage ersetzt. | 37435658 | BW   |
| Kleine Kirchenstraße 12 53° 8′ 20″ N, 8° 12′ 48″ O  | Wohn-/ Geschäftshaus | Dreigeschossiger Backsteinbau mit Putzgliederung von vier Achsen unter Mansarddach. Rechts im 1. OG polygonaler Erker, darüber geschweifter Zwerchgiebel. Im EG bauzeitlicher Ladeneinbau mit gusseisernen Säulen zwischen den Schaufenstern und links Einfahrt mit Eisengitter, daran Initialen des Bauherrn „G. H.“ (Georg Havekost). Putzgliederung: geschossteilende Gesimse, Fensterrahmungen, im 1. OG einmal Ädikula. Erbaut 1901, Architekt: Louis Sievers. | 37435685 | BW   |